# Liste der Mitglieder des Gemeinschaftlichen Landtags Sachsen-Coburg und Gotha (1861–1864)
Diese Liste nennt die Mitglieder des Gemeinschaftlicher Landtag Sachsen-Coburg und Gotha (1861–1864). Die Mitglieder wurden von den beiden Speziallandtagen für Gotha und für Coburg gewählt. Der Coburger Landtag wählte 7, der Gothaer Landtag 14 Mitglieder des Gemeinschaftlichen Landtags.
| Teilherzogtum | Name                            | Stand                      | Ort           | Anmerkung                       |
| ------------- | ------------------------------- | -------------------------- | ------------- | ------------------------------- |
| Gotha         | Gustav Berlet                   | Kreisgerichtsvizepräsident | Gotha         | Präsident                       |
| Gotha         | Carl Friedrich Knauer           | Rechtsanwalt               | Gotha         |                                 |
| Gotha         | Oskar Albrecht                  | Bürgermeister              | Waltershausen |                                 |
| Gotha         | Dr. Friedrich Henneberg         | Rechtsanwalt               | Gotha         |                                 |
| Gotha         | Prof. Dr. Hermann Theodor Kühne |                            | Gotha         |                                 |
| Gotha         | Carl Mälzer                     | Kupferschmiedmeister       | Gotha         |                                 |
| Gotha         | Carl Alexander Stötzer          | Rechtsanwalt               | Gotha         | Stellvertretender Schriftführer |
| Gotha         | Buddeus                         | Domänenpächter             | Goldbach      |                                 |
| Gotha         | Carl Anton Morchutt             | Referendar                 | Georgental    |                                 |
| Gotha         | Wilhelm Ernst Ritz              | Rechtsanwalt               | Ohrdruf       |                                 |
| Gotha         | Habicht                         | Professor                  | Gotha         |                                 |
| Gotha         | Friedrich Jung                  | Zimmermeister              | Sonneborn     |                                 |
| Gotha         | Franz Albert Freytag            | Justizamtmann              | Wolckenrode   |                                 |
| Gotha         | Julius Strenge                  | Bürgermeister              | Ohrdruff      |                                 |
| Coburg        | Leopold Oberländer              | Oberbürgermeister          | Coburg        | Stellvertretender Präsident     |
| Coburg        | Gottfried Theodor Forkel        | Gerichtsadvokat            | Coburg        |                                 |
| Coburg        | Rudolf Muther                   | Bürgermeister              | Coburg        |                                 |
| Coburg        | Muther                          | Justizamtmann              | Neustadt      | Schriftführer                   |
| Coburg        | Franz Ronge                     | Magistratsrat              | Königsberg    |                                 |
| Coburg        | Albrecht                        | Rechtsanwalt               | Coburg        |                                 |
| Coburg        | Johann Nicol Höhn               | Schultheiß                 | Weeder        |                                 |

Als Stellvertreter wurden gewählt:
| Teilherzogtum | Name                          | Stand                   | Ort       | Anmerkung |
| ------------- | ----------------------------- | ----------------------- | --------- | --------- |
| Gotha         | Lencer                        | Schultheiß              | Bufleben  |           |
| Gotha         | Friedrich Leopold von Küttner | Lieutenant              | Döllstedt |           |
| Gotha         | Julius Steffani               | Pfarrer                 | Laucha    |           |
| Coburg        | Dr. Ludwig Rückert            | Amtskommissär und Notar | Coburg    |           |
| Coburg        | Feodor Streit                 | Rechtsanwalt            | Coburg    |           |